# 포 무라사메
포 무라사메(Four Murasame, 일본어: フォウ・ムラサメ)는 애니메이션 시리즈 《기동전사 Z건담》에 등장하는 가상 인물(캐릭터)이다. 그녀는 무라사메 연구소에서 키워진 네 번째의 인공 강화 뉴타입이며, 사이코 건담의 파일럿이다. 강화 조치의 부작용으로 매우 불안정된 성격을 가진 그녀는 가끔씩 발생되는 정신 착란으로 인해, 사이코 건담으로 모든 것을 파괴해 버리려 시도하기도 하였다.

## 기록
U.C.0071년 6월 29일 - 0087년 11월 3일.
지구연방군 무라사메 연구소에서 강화인간으로 처치되었다. 일년전쟁 당시 고아가 되어 무라사메 연구소에 들어가게 되었으며, 여기서 붙인 이름 '포'는 무라사메 연구소의 네 번째 피험체라는 뜻이다. 강화 과정에서 자신의 과거 기억 및 이름마저 모두 잃어버렸다.
이후 지구연방군 소위로 사이코 건담에 탑승하여 실전에 참가했을 때, 전과를 올리면 기억을 되돌려 준다는 티탄즈의 약속을 믿고 홍콩 시티에서 카미유 비단이 탑승한 건담 Mk II와 대결한다. 이후 카미유와 서로 적인 줄 모르고 데이트를 하게 되고, 이 과정에서 서로 마음이 통해 결국 카미유를 우주로 돌려보내기로 결심하고, 전투 중 가루다급 대형 공중모함 스도리에 탑재된 셔틀 부스터를 탈취하여 카미유를 우주로 쏘아보낸다. 이때 스도리의 폭발에 휘말려, 사망한 것으로 생각되었다.
이후 연방군의 킬리만자로 기지 강습작전 당시, 다시금 사이코 건담에 탑승하여 적으로 마주서게 된다. 강화의 지속으로 인해 카미유의 설득에도 불구하고 전투상황에서 사이코 건담에 탑승하지만, 필사적인 카미유의 설득으로 마음을 돌이킨다. 그 직후, Z 건담에 탑승한 키미유를 노려 공격해 온 제리드 메사의 바이아란을 막아서서 전사한다. 